# Pat Metheny
Patrick Bruce Metheny (Lee's Summit, Misuri; 12 de agosto de 1954), más conocido como Pat Metheny, es un guitarrista estadounidense de jazz, reconocido como uno de los más grandes músicos de este género. Ha ganado innumerables premios y reconocimientos, entre ellos 20 Grammy.

## Biografía
Patrick Bruce Metheny nació en la localidad de Lee's Summit, en el estado de Misuri (Estados Unidos) el 12 de agosto de 1954 en una familia de músicos. Empezó a tocar la trompeta a los 8 años por influencia de su hermano Mike Metheny, pero se cambió a la guitarra a los 12. A los 15 estaba trabajando con los mejores músicos de jazz en Kansas City, y adquiriría así valiosa experiencia en los escenarios a una muy temprana edad. Recibió una beca para estudiar música en la University of Miami, y luego en Boston, donde llegó a ser profesor de la Berklee College of Music (una de las escuelas de música con más prestigio de todo el mundo), dando clases a alumnos como Mike Stern o Al Di Meola. Allí conoce a Gary Burton que le incorporó a su banda durante tres años, mostrando ya su forma de tocar moderna, pero conectando con el jazz más tradicional, swing y blues. Su debut discográfico fue en 1974, en el disco "Jaco", de la mano de otro debutante: Jaco Pastorius, junto a Paul Bley al piano eléctrico y Bruce Ditmas a la batería. A lo largo de su carrera, Metheny ha seguido redefiniendo el género usando nuevas tecnologías y trabajando siempre para evolucionar el potencial de su instrumento.
En 1976, edita su primer álbum instrumental, Bright Size Life, con el genial Jaco Pastorius en el bajo fretless, reinventando el tradicional sonido de guitarra de jazz. Un año más tarde conoció al pianista Lyle Mays con el que, tras grabar un disco, decide montar un grupo: el Pat Metheny Group.
Con los años, ha tocado con artistas tan diversos como Joni Mitchell, Antonio Carlos Jobim, Steve Reich, Ornette Coleman, Herbie Hancock, John Scofield, Jim Hall, Michael Brecker, Milton Nascimento, Pedro Aznar, Toots Thielemans, Enrique Morente, David Bowie y Carlos Santana. Ha formado equipo con el tecladista Lyle Mays durante más de veinte años (una asociación que ha sido comparada a la de Lennon con McCartney y a la de Duke Ellington con Billy Strayhorn por los críticos y oyentes). La obra de Metheny incluye composiciones para guitarra solista, para pequeños conjuntos, para instrumentos eléctricos y acústicos, para grandes orquestas, con ajustes que van desde el jazz hasta el rock moderno y clásico.
Además de ser un dotado músico, Metheny ha participado también en el ámbito académico como profesor de música. A los 18 años, fue el profesor más joven de la historia en la Universidad de Miami. A los 19, se convirtió en el profesor más joven de la historia en Berklee College of Music, donde también recibiría un doctorado honoris causa veinte años después. También ha enseñado en academias de música de todo el mundo, desde el Real Conservatorio de los Países Bajos al Instituto de Jazz Thelonious Monk, y en escuelas de Asia y de América del Sur.
Metheny ha sido un verdadero pionero en el ámbito de la música electrónica, fue uno de los primeros músicos de jazz en usar el sintetizador como un instrumento musical. Años antes de la invención de la tecnología MIDI, Metheny usaba la Synclavier como herramienta de composición. Ha participado en el desarrollo de varios nuevos tipos de guitarras, como la guitarra acústica soprano, la "Pikasso" de 42 cuerdas, su guitarra de jazz Ibanez PM-100, y una variedad de instrumentos personalizados.
Ha ganado innumerables premios y reconocimientos, como la encuesta "Mejor guitarrista de Jazz" y premios como tres discos de platino por "Still Life (Talking)", "Letter from Home" y "Secret Story". También 20 Grammy en doce categorías, incluyendo mejor álbum de rock instrumental, mejor disco de jazz contemporáneo, mejor solo de jazz instrumental y mejor composición instrumental. Con el Pat Metheny Group ganó siete consecutivos. Metheny ha pasado la mayor parte de su vida de gira, con una media de 120 a 240 conciertos al año desde 1974. Continúa siendo una de las estrellas más brillantes del jazz y de la música del mundo, dedicando su tiempo a sus dos proyectos propios y con colaboraciones con otros grandes músicos. El 9 de febrero de 2014 recibió un premio Goya a la mejor música original por la película Vivir es fácil con los ojos cerrados.

## Vida personal
Vive en el Upper West Side de Manhattan con su mujer Latifa, de origen franco - marroquí, y sus tres hijos, Jeff Kaiis, Nicolas Djakeem y Maya Jasmine Willow.

## Formaciones

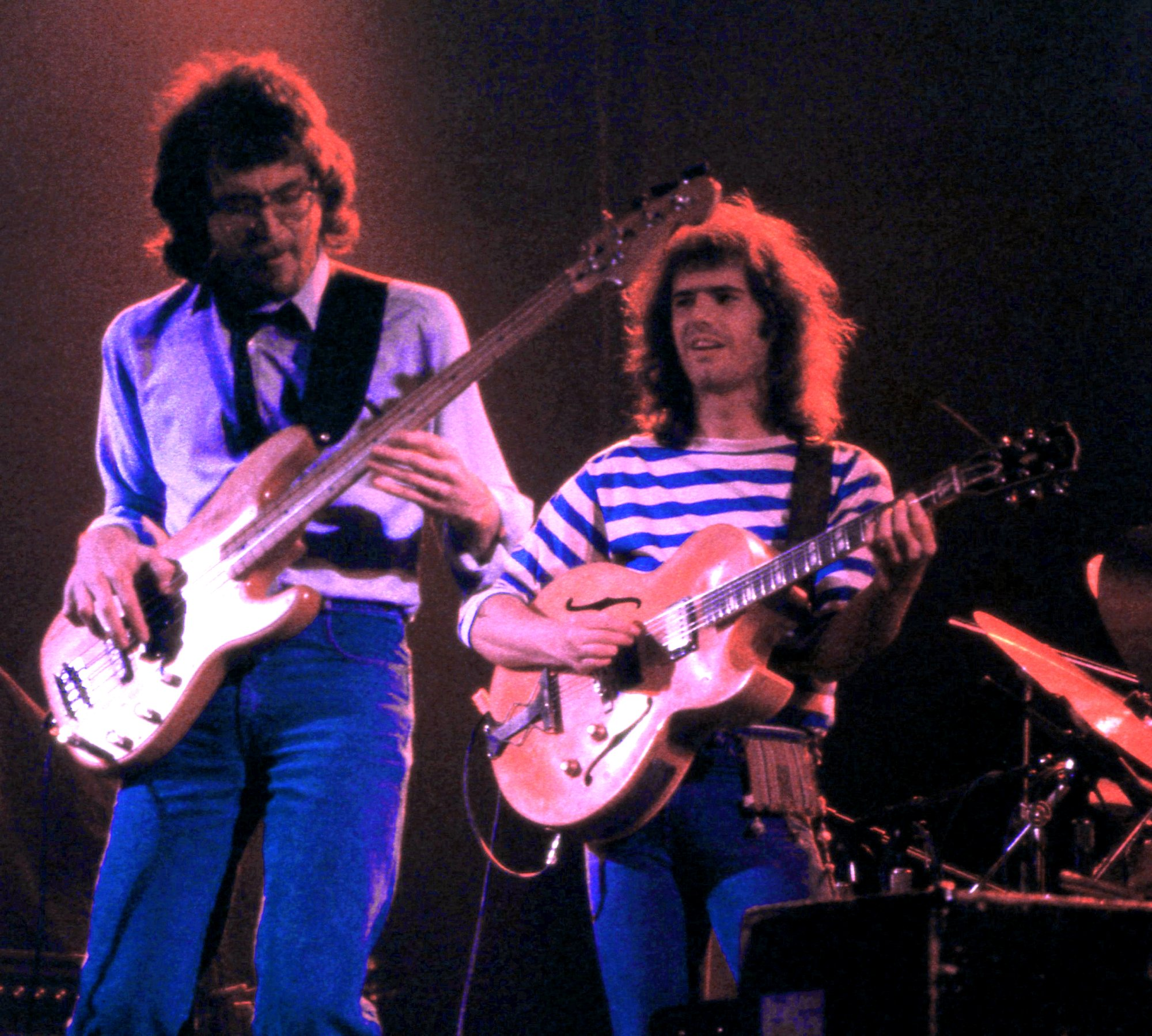
Steve Rodby y Pat Metheny (2005)

Uno de sus mayores proyectos es el Pat Metheny Group, que surge tras la colaboración con el pianista Lyle Mays al que se une el bajista Steve Rodby; este trío ha sido la base de las formaciones del grupo a lo largo de tres décadas, complentándose con multi-instrumentistas que han ido cambiando cada proyecto. La formación con la que grabó (The Way Up) fue Lyle Mays (piano), Steve Rodby (contrabajo), Cuong Vu (trompeta), Antonio Sánchez (batería), Gregoire Maret (armónica).
Otro gran proyecto, el Pat Metheny Trio, también ha ido variando de componentes desde su primer disco Rejoicing. Para este primer proyecto contó con dos grandes amigos, Charlie Haden (contrabajo) y Billy Higgins (batería). Repite estructura de trío con su 99/00 al que sigue el Trío Live, considerado por algunos críticos su mejor disco en este formato (aunque hay discrepancias al respecto). Su última grabación en estructura de trío ha sido Day Trip, proyecto para el que contó con Christian McBride al bajo y el mexicano Antonio Sánchez a la batería.
También hay que señalar su carrera en solitario, donde debe destacarse su aclamado disco Secret Story. Uno de sus últimos proyectos en solitario es Orchestrion (2009), trabajo en que todos los músicos han sido sustituidos por ingenios robóticos que "tocan" instrumentos reales, todo controlado por midi y en el que Pat Metheny es el único músico "humano". Esta orquesta robótica está formada por bajo eléctrico, guitarra acústica, piano, sintetizadores, batería, marimbas, percusiones, vibráfono y botellas.
El último proyecto en grupo es "Pat Metheny Unity Band". Está formado por Antonio Sánchez (batería), único miembro de esta banda que proviene del Pat Metheny Group, Chris Potter en saxofón y clarinete bajo, Ben Williams en contrabajo, y a partir del disco "Kin", por el multiinstrumentista italiano Giulio Carmassi.

## Discografía
- Bright Size Life (1976) (ECM).

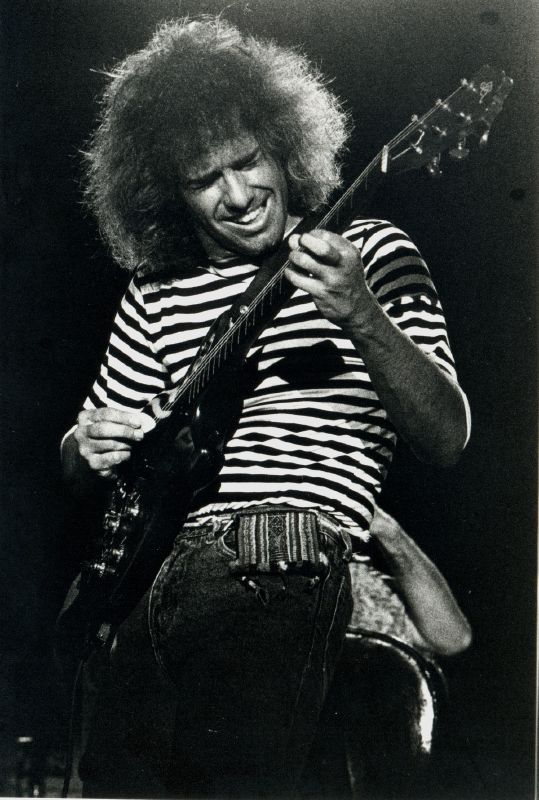
Pat Metheny en Barcelona, España, 2008.

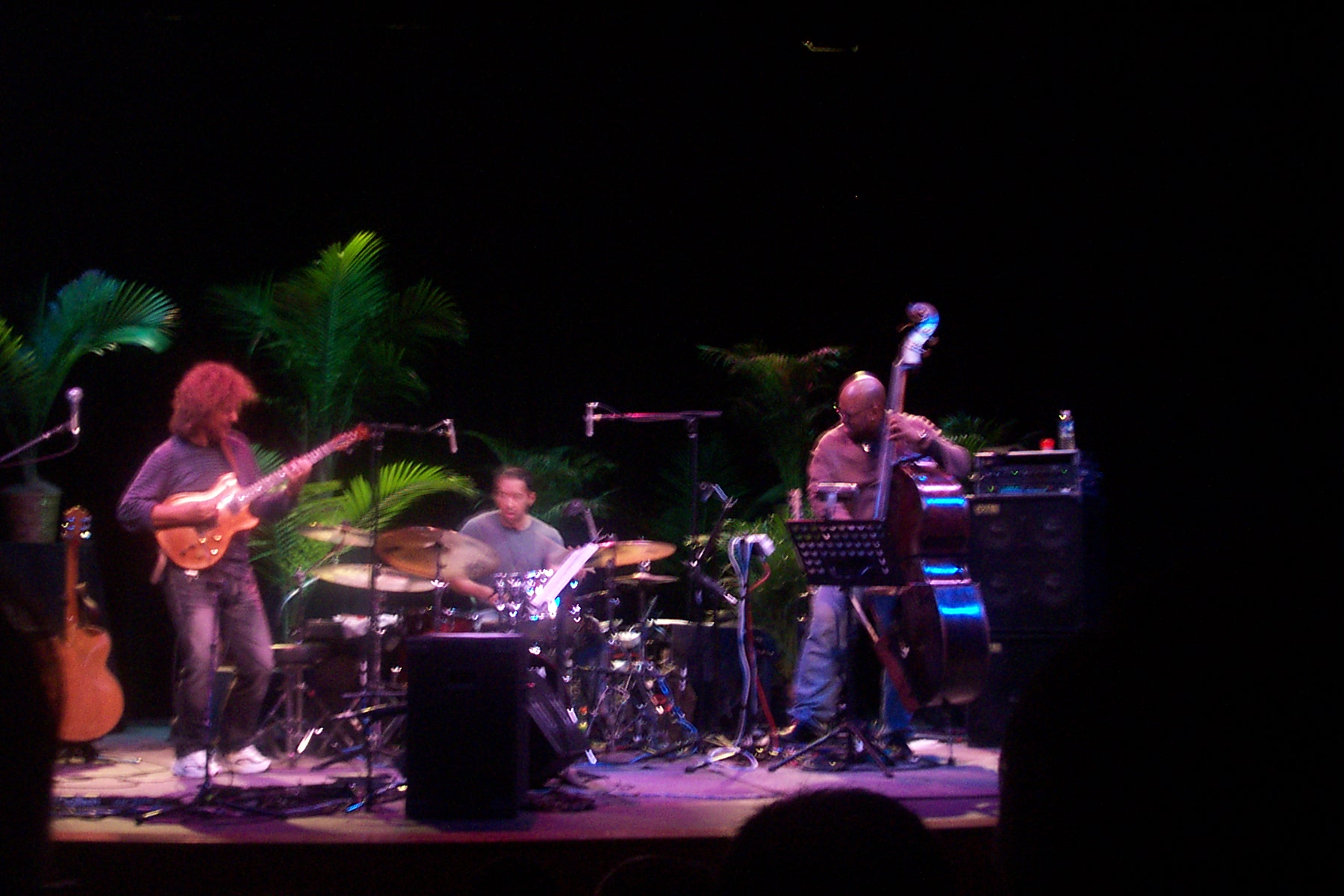
Pat Metheny Trio en Pittsburgh, Estados Unidos de Norteamérica.

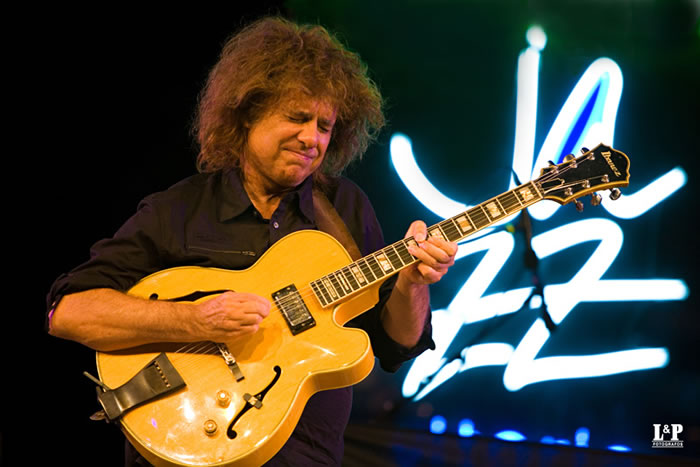
Pat Metheny en Festival de Jazz de Vitoria-Gasteiz, España, 2011.

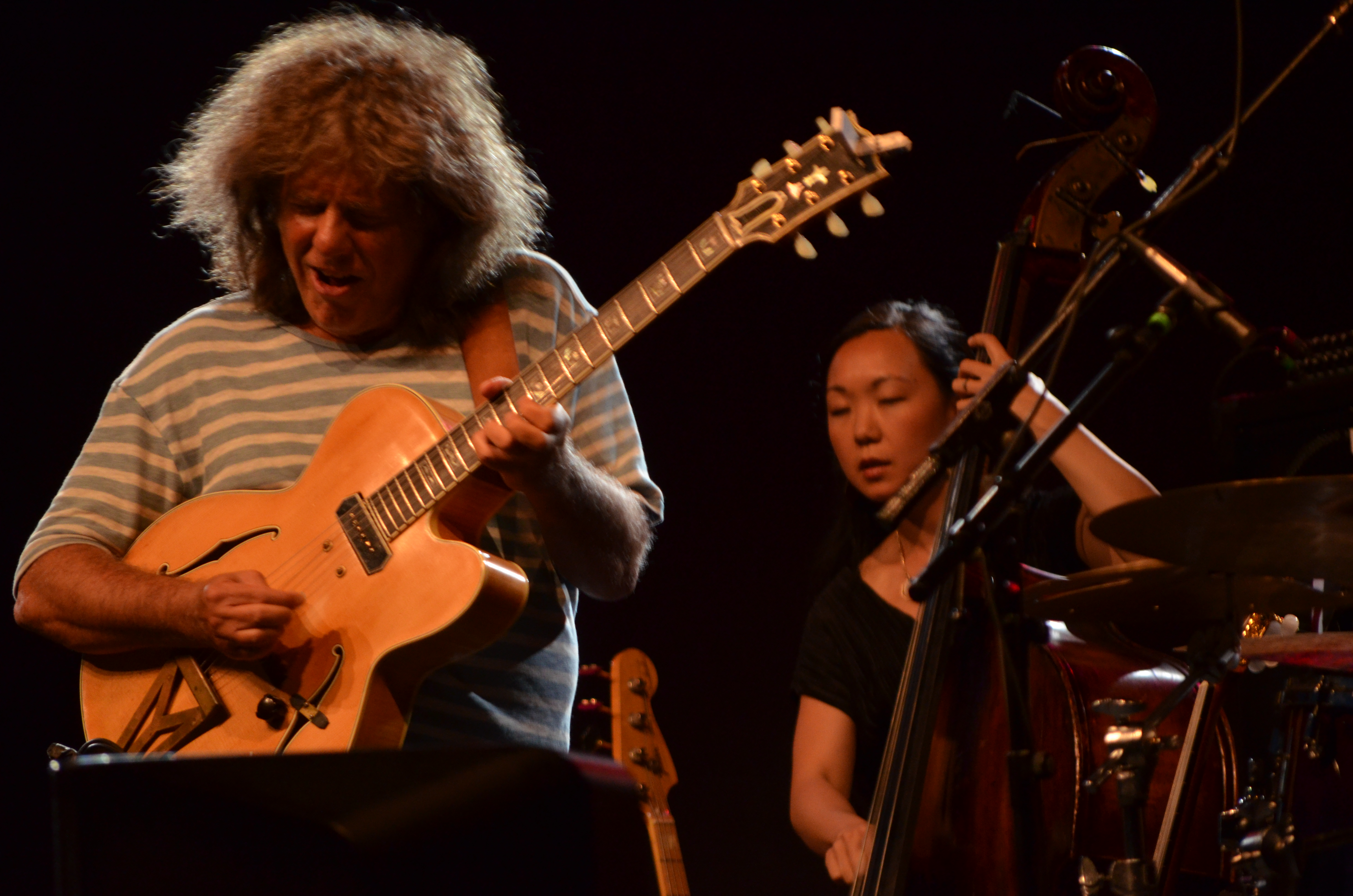
Pat Metheny en el Festival Internacional de Jazz de San Javier en 2018

- Watercolors (1977) (ECM). Surge de la colaboración con Lyle Mays, con el que luego fundaría el Pat Metheny Group.

Con Pat Metheny Group:
- Pat Metheny Group (1978) (ECM).
- American Garage (1979) (ECM).
- As Falls Wichita, So Falls Wichita Falls (1981) (ECM).
- Offramp (1982) (ECM).
- Travels (1983) (ECM) (Doble en Directo).
- First Circle (1984) (ECM).
- Works (1984) (ECM) (Recopilatorio).
- Still Life (Talking) (1987) (Geffen)
- Letter From Home (1989) (Geffen)
- The Road To You (1993) (Geffen)
- We Live Here (1995) (Geffen)
- Quartet (1996) (Geffen)
- Imaginary Day (1997) (Warner)
- Speaking Of Now (2002) (Warner)
- The Way Up (2005) (Nonesuch)

Con Pat Metheny Unity Band
- Unity Band (2012) (Nonesuch)
- Kin <--> (2014) (Nonesuch)
- The Unity Sessions (2016) (Nonesuch)

Como solista:
- New Chautauqua (1979) (ECM).
- Secret Story (1992) (Geffen)
- Zero Tolerance For Silence (1994) (Geffen)
- One Quiet Night (2003) (Warner)
- Secret Story Deluxe Edition (2007) (Nonesuch)
- Orchestrion (2009) (Nonesuch)
- What's It All About (2011) (Nonesuch)
- The Orchestrion Project (2012) (Nonesuch)
- Tap: John Zorn's Book of Angels, Vol. 20 (2013) (Nonesuch/Tzadik)
- From This Place (2020) (Nonesuch)
- Dream box (2023) (Modern)

Como side-man:
- Beyond the Missouri Sky con Charlie Haden (1997). (Verve)
- Jim Hall & Pat Metheny  con Jim Hall (1999). (Telarc)
- I can see your house from here, con John Scofield (1994). (Blue Note)
- The Sign of 4, con Derek Bailey, Gregg Bendian & Paul Wertico (1997). (Knitting)
- Like Minds, con Gary Burton, Chick Corea, Roy Haynes & Dave Holland (1999). (Concord)
- Upojenie, con Anna Maria Jopek (2002). (Nonesuch)
- Metheny Mehldau, con Brad Mehldau (2006). (Nonesuch)
- Metheny Mehldau Quartet, con Brad Mehldau (2007). (Nonesuch)
- Quartet Live, con Gary Burton, Steve Swallow y Antonio Sánchez (2009). (Concord)

En trío:
- Rejoicing, con Charlie Haden y Billy Higgins (1983). (ECM)
- Question And Answer, con Dave Holland y Roy Haynes (1990). (Geffen)
- Trio 99 → 00, con Larry Grenadier y Bill Stewart (2000). (Warner)
- Trio → Live, con Larry Grenadier y Bill Stewart (2000). (Warner)
- Day Trip, con Christian McBride y Antonio Sánchez (2008). (Nonesuch)
- Tokyo Day Trip Live EP, con Christian McBride y Antonio Sánchez (2008). (Nonesuch)
- Side Eye V1.IV NYC, con James Francies y Marcus Gilmore (2019) (Modern)

En cuarteto:
- 80/81, con Charlie Haden, Jack DeJohnette, Michael Brecker y Dewey Redman (1980).(ECM)
- Song X, con Ornette Coleman (1986). (Geffen)
- Song X, Twentieth Anniversary, (2005). (Nonesuch)

Bandas Sonoras:
- "Under Fire" (1984) de Jerry Goldsmith.
- "The Falcon And The Snowman" (1985) (EMI)
- "Passaggio Per Il Paradiso" (1997) (MCA)
- "A Map Of The World" (1999) (Warner)
- "Vivir es fácil con los ojos cerrados" (2013)

En la película "Fandango", de 1985, se emplean extractos de As Falls Wichita, So Falls Wichita Falls en las escenas finales.
Además ha colaborado como intérprete en las siguientes grabaciones, entre otras: Jaco (Paul Bley, 1974), Ring (Gary Burton Quartet with Eberhard Weber, 1975), Dreams So Real (Gary Burton Quintet, 1976), Passengers (Gary Burton Quintet with Eberhard Weber, 1977), Morente sueña la Alhambra (Enrique Morente, 2005), Shadows and Light (Joni Mitchell, 1980), Toninho Horta (Toninho Horta, 1980), Rutagao (Celia Vaz, 1981), That Summer Something (The Ross-Levine Band, 1981), Contemplación (Pedro Aznar, 1985), Day In-Night Out (Mike Metheny, 1986), The Story Of Moses (Bob Moses, 1987), Michael Brecker (Michael Brecker, 1987), Long Distance (Ricardo Silveira, 1988), Electric Counterpoint (Steve Reich, 1989), Moonstone (Toninho Horta, 1989), Welcome Back (Akiko Yano, 1989), Olho Nu (Leila Pinheiro, 1989), Teia de Renda (Tulio Mourao, 1989), Encontros e Despedidas (Milton Nascimento, 1985), Reunion (Gary Burton, 1990), Parallel Realities (Jack DeJohnette, 1990), Till We Have Faces (Gary Thomas, 1992), Wish (Joshua Redman, 1993), Harbor Lights (Bruce Hornsby, 1993), Crazy Saints (Trilok Gurtu, 1993), Stone Free: a Tribute to Jimi Hendrix (varios, 1993), Angelus (Milton Nascimento, 1993), Noa (Noa, 1993), Love Life (Akiko Yano, 1993), Hot House (Bruce Hornsby, 1995), A Turtle's Dream (Abbey Lincoln, 1995), Te Vou! (Roy Haynes, 1996), The Yin and the Yout (Paul Wertico, 1996), Wilderness (Tony Williams, 1996), Tales From the Hudson (Michael Brecker, 1996), Pursuance: The Music of John Coltrane (Kenny Garrett, 1996), The Elements: Water (David Liebman, 1996), Traveling Miles (Cassandra Wilson, 1997), By Arrangement (Jim Hall, 1998), The Sound of Summer Running (Marc Johnson, 1999), Dreams (Philip Bailey, 1999), Miles 2 Go (Mark Ledford, 1999), Simply Said (Kenny Garrett, 1999), Time Is of the Essence (Michael Brecker, 1999), Nearness of You: the Ballad Book (Michael Brecker, 2001), Nocturne (Charlie Haden, 2001), Reverence (Richard Bona, 2002)...
Pat Metheny Group obtuvo un Grammy en su cuadrágesima octava edición (2006) por su álbum The Way Up, en la categoría al "Mejor Álbum de Jazz Contemporáneo".
Publicó versiones remezcladas de sus álbumes más importantes, Still Life (Talking), Letter From Home, The Road To You o Song X.
En 2013 fue incluido en la Hall of Fame de la prestigiosa revista DownBeat, el cuarto guitarrista en ese selecto grupo de los mejores músicos de jazz de la historia, junto a Charlie Christian, Django Reinhardt y Wes Montgomery. Obtuvo en 2014 el premio Goya, de la Academia de Cine en España, a la Mejor Música Original por la película, dirigida por David Trueba, "Vivir es fácil con los ojos cerrados".